# 邱仕榮
邱仕榮（1912年12月26日—1988年11月26日），台灣醫學家，專長婦產科學，出生於日治台灣新竹廳三叉河支廳銅鑼灣區三座厝庄，（今苗栗縣銅鑼鄉竹森村）。

## 出身
邱仕榮為政商鉅子新竹州會議員邱雲興長男。

## 學歷
- 富士公學校卒業
- 苗栗小學校修業1年
- 台北高等學校尋常科卒業
- 台北高等學校高等科理科乙類得業士（1936年）
- 台北帝國大學醫學部醫學士（1940年）
- 台北帝國大學醫學博士（1945年）

## 經歷
- 台北帝國大學附屬醫院產婦人科醫局副手（1940年－1943年）
- 台北帝國大學附屬醫院產婦人科醫局助手（1943年－1945年）
- 台北帝國大學附屬醫院產婦人科講師（1945年）
- 國立臺灣大學第一附屬醫院婦產科副教授（1945年）
- 國立臺灣大學醫學院婦產科教授（1945年－1978年）
- 台大醫院婦產科主治醫師（1945年－1978年）
- 國立臺灣大學醫學院婦產科主任（1945年－1949年）
- 國立臺灣大學醫學院附屬醫院婦產科主任（1945年－1949年）
- 國立臺灣大學醫學院附設醫院副院長（1954年－1961年）
- 國立臺灣大學醫學院附設醫院副院長代理院長兼物理治療部主任（1961年－1963年）
- 國立臺灣大學醫學院附設醫院院長（1964年－1972年）

邱教授與李鎮源、邱林淵、許強、謝有福、蕭道應、許燦煌、翁廷藩、陳鴻如、陳登科、陳定松、宋尚德、蕭華銓、葉炳哲13位同窗是北帝大醫學部最早的台灣人畢業生。